# IVN
IVN Natuureducatie is sinds 1960 een Nederlandse non-profit organisatie op het gebied van voorlichting en participatie met betrekking tot een groene leefomgeving en duurzaam leven. De instelling organiseert met 170 professionals, 30.000 leden en 160 vrijwilligersafdelingen natuuractiviteiten, cursussen, projecten en campagnes. Doel is om betrokkenheid bij de natuur en duurzaam handelen te stimuleren.
Natuur is de basis van alles wat leeft, ze staat echter onder druk en de afstand tussen mensen en natuur is dikwijls groot. IVN streeft naar een natuurinclusieve samenleving waarin natuur onderdeel uitmaakt van het dagelijks leven.

## Geschiedenis
Verschillende natuurbeschermingsorganisaties zoals Vereniging Natuurmonumenten, KNNV, Jeugdbonden voor Natuurstudie, ANWB en NIVON vonden eind jaren 1950 dat naast aankoop, beheer en studie van natuur, meer gedaan moest worden aan natuureducatie. Met name werd gedacht aan een opleiding voor natuurgidsen. Hiervoor werd de Bond voor Natuurbeschermingswachten, die was opgericht in 1948 en voortkwam uit de 'Bond tegen Verontreiniging van Natuur en Stad' uit 1939, in 1960 omgevormd tot 'Instituut voor Natuurbeschermingseducatie' (IVN).
Het IVN was lang uitsluitend een vereniging. In 2004 werd deze gesplitst in de vereniging INV met vrijwilligers en de stichting IVN met beroepskrachten. Na een fusieproces vormen deze twee delen sinds 2022 weer een geheel.

## Organisatie

### Vereniging
De vereniging IVN bestaat uit 162 afdelingen met zo’n 30.000 leden. Van deze leden is ongeveer een derde, bijna 9.000 leden, actief als vrijwilliger. Ze bieden natuuractiviteiten aan op allerlei gebied. De afdelingen organiseren onder andere natuurexcursies, geven natuurcursussen en natuurgidsenopleidingen en helpen scholen bij het natuuronderwijs. Daarnaast heeft IVN een landelijke jongerenwerkgroep, WoesteLand, die natuurvakanties en activiteiten organiseert voor jongeren van 12 tot 30 jaar. De kwaliteit van cursussen en opleidingen wordt gewaarborgd door het Cursushuis, een landelijke werkgroep. De afdelingen worden vertegenwoordigd via een Landelijke Raad (leden uit de regio’s/afdelingen) en een Landelijk Bestuur. IVN werkt nauw samen met de Natuurvereniging voor veldbiologie KNNV.

### Beroepsorganisatie
Bij IVN zijn ongeveer 170 beroepskrachten werkzaam. Zij zorgen voor de uitvoer van landelijke en regionale projecten op het gebied van natuurbeleving en natuureducatie. Tevens ondersteunen zij de afdelingen en zorgen zij voor landelijke en regionale campagnes en andere communicatie om de missie van IVN uit te dragen. De organisatie bestaat uit twaalf provinciale vestigingen en een Landelijk Bureau. Van het Landelijk Bureau in Amsterdam maken de afdelingen Marketing, Communicatie, Verenigingszaken, Educatie, P&O, Financiën & ICT deel uit. Vanuit de provinciale kantoren worden vrijwilligers ondersteund door vrijwilligersconsulenten. Ook werken vanuit deze kantoren projectleiders aan projecten op drie focusdomeinen: Opgroeien en ontwikkelen, Wonen werken & zorgen en Vrije tijd. In deze domeinen legt IVN de nadruk op natuur voor mensen. In opdracht van het ministerie van Economische Zaken verzorgt IVN de communicatie en educatie van de Nationale Parken in Nederland. 
'Veldwerk Nederland' en het 'Bewaarde Land', twee stichtingen die schoolactiviteiten op het gebied van natuur aanbieden, zijn in 2016 gefuseerd met IVN. 'SME Advies', dat gemeentes advies geeft op het gebied van duurzaamheid, is een aan IVN gelieerd bedrijf.

## Activiteiten
De activiteiten van de organisatie richten zich op natuurbeleving en natuureducatie. Daartoe biedt ze natuuractiviteiten, cursussen, projecten en campagnes. Zelf leren en doen staat daarbij altijd centraal.  
IVN vrijwilligers organiseren onder andere natuurexcursies, jeugdactiviteiten en cursussen. Sommige cursussen zijn sterk gericht op didactiek, zoals de natuuroudercursus en de natuurgidsenopleiding, andere meer op de natuur, zoals de groencursussen, vogel- of paddenstoelencursussen.

### Natuurgidsenopleiding
De Natuurgidsenopleiding wordt georganiseerd door afdelingen en duurt gemiddeld anderhalf jaar. Tijdens deze opleiding leren deelnemers te gidsen in de Nederlandse natuur. Gemiddeld worden er 15 Natuurgidsenopleidingen per jaar gegeven verspreid door het hele land. Sinds het begin van IVN zijn meer dan 16.000 IVN Natuurgidsen opgeleid.

### Projecten
Beroepskrachten en vrijwilligers werken samen in grotere projecten en campagnes. Voorbeelden zijn: De week van de natuur, Te gek groen, Modderdag, Slootjesdagen, Tiny forest, Operatie steenbreek, Groene academie, Nationale buitenlesdag], Jongeren adviesbureau, Gastvrij in het landschap en Schone rivieren. De meest bekende campagne is ongetwijfeld de 'Moestuintjes' actie met Albert Heijn die meerdere jaren heeft gelopen.

### Bereik
De vrijwilligers van IVN brengen jaarlijks ruim 300.000 mensen in hun omgeving in aanraking met de natuur. Per jaar bereiken de IVN-afdelingen met hun educatieve activiteiten en programma’s meer dan 100.000 kinderen en meer dan 200.000 volwassenen.

## Afbeeldingen

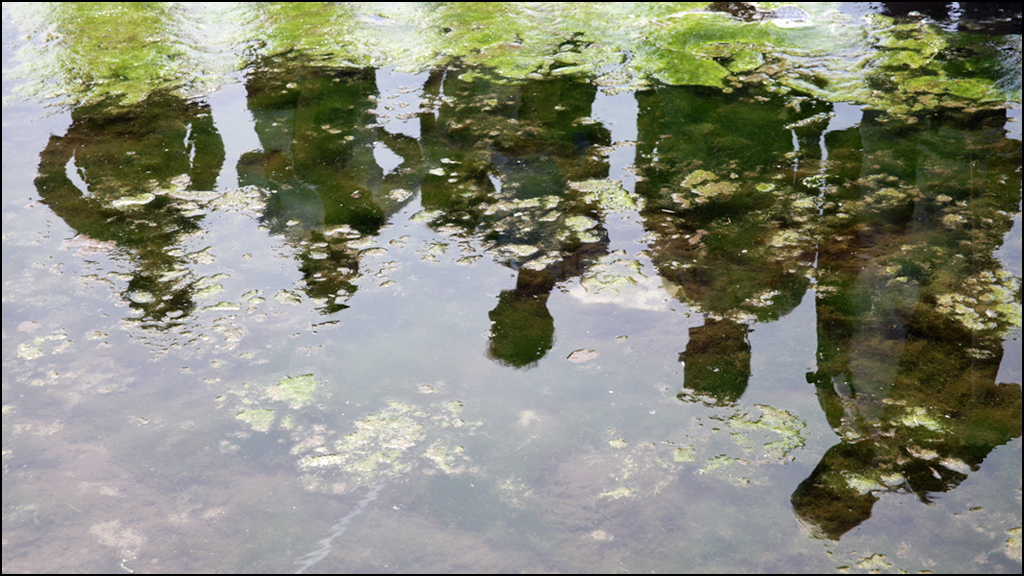
Excursie in Lentevreugd
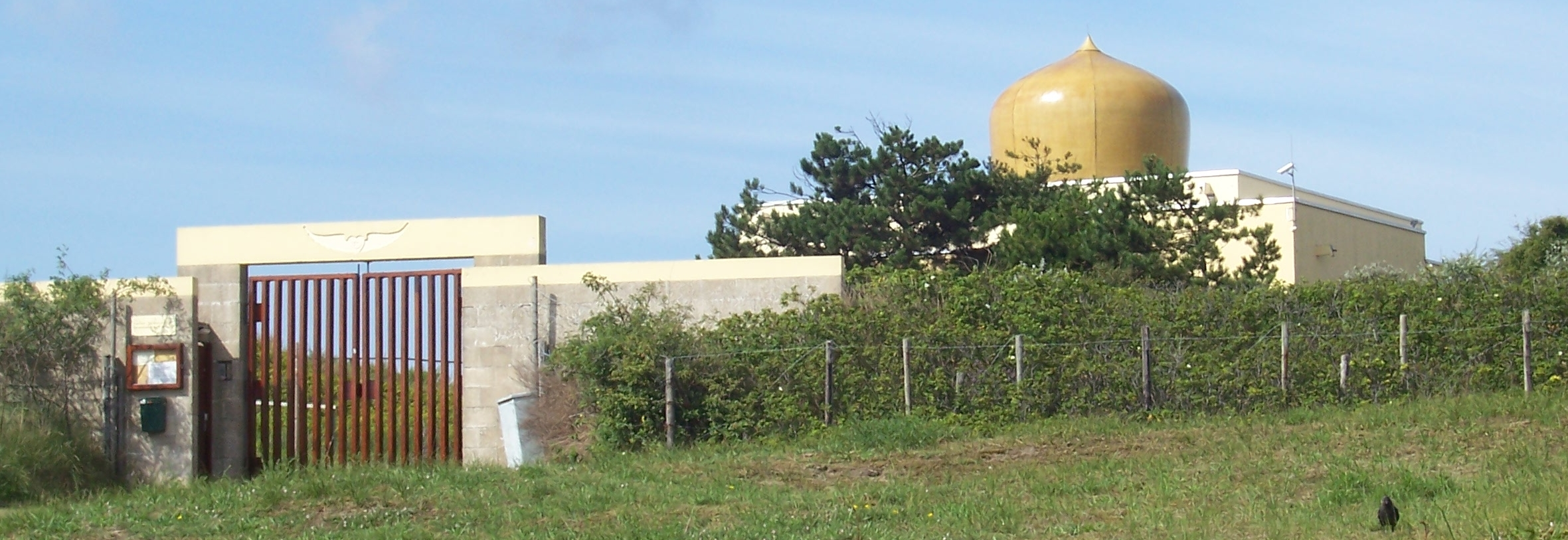
Soefitempel in Berkheide, excursie-startpunt
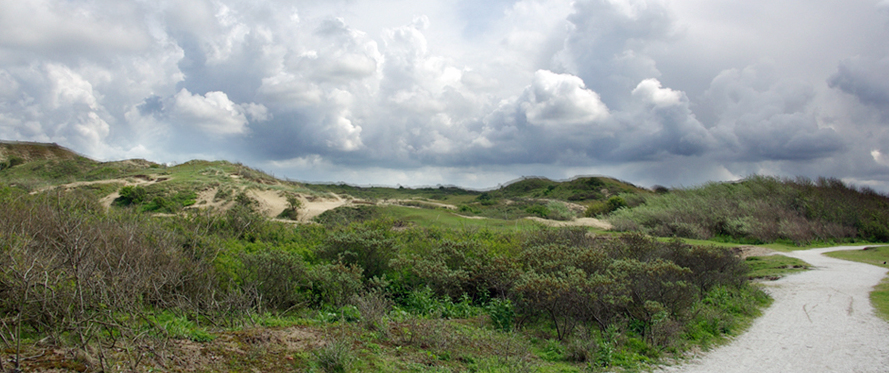
IVN-wandelgebied Berkheide
- Ouders en kinderen voeren onderzoekje uit